# Lego Marvel Super Heroes 2
Lego Marvel Super Heroes 2 é um jogo eletrônico da série Lego, foi desenvolvido pela TT Games e foi publicado pela Warner Bros. Games para Microsoft Windows, Xbox One, PlayStation 4 e Nintendo Switch em 14 de novembro de 2017, e para macOS em 2 de agosto de 2018. é a sequência do jogo Lego Marvel Super Heroes e o terceiro jogo da parceria Lego e Marvel.
Com o núcleo do jogo seguindo o mesmo estilo dos jogos anteriores da Lego, o jogo possui a capacidade de manipular o tempo e tem um modo competitivo de até quatro jogadores. Lego Marvel Super Heroes 2 gira em torno de super-heróis de diferentes épocas e realidades do Universo Marvel e lutam contra o viajante do tempo Kang, o Conquistador, em uma batalha no espaço e no tempo.

## Jogabilidade
Lego Marvel Super Heroes 2 é um jogo de ação e aventura em mundo aberto, e é jogado a partir de uma perspectiva de terceira pessoa. Os jogadores têm a capacidade de manipular o tempo, diretamente a partir de um novo mundo aberto, Chronopolis, a junção de mais outras 18 versões de cidades conhecidas do Universo Marvel. Entre elas: Manhattan Noir, Manhattan, Lemúria, Atlântida, Xandar, Cidadela de Kang, Wakanda, entre outros.

### Personagens
Os jogadores são capazes de assumir o controle de um elenco de personagens icônicos do Universo Marvel, cada um com suas próprias habilidades únicas. Por exemplo, Star-Lord é capaz de voar, Pantera Negra pode ativar suas garras, e o Homem-Aranha pode balançar em suas teias e usar o seu sentido-aranha para detectar objetos escondidos. Enquanto alguns são apenas baseados em quadrinhos, outros têm seus visuais tomados a partir da Marvel Cinematic Universe, tais como os Guardiões da Galáxia ou o Ant-Man. além disso, o jogo apresenta personagens de diferentes períodos de tempo e realidades em todo o Universo Marvel, incluindo Homem-Aranha 2099, Gwen-Aranha, uma versão cowboy do Capitão América e um Hulk gladiador.